# Mimela zorni
Mimela zorni är en skalbaggsart som beskrevs av Yuiti Wada 2001. Mimela zorni ingår i släktet Mimela och familjen Rutelidae. Inga underarter finns listade i Catalogue of Life.